# Cool as Ice
Cool as Ice è un film del 1991 diretto da David Kellogg.

## Trama
Un rapper rimane bloccato in una piccola città e si innamora di una ragazza del posto la cui famiglia è sotto protezione testimoni.